# Дупа Деал (Бистрица-Насауд)
Дупа Деал (рум. Dupa Deal) насеље је у Румунији у округу Бистрица-Насауд у општини Милас. Oпштина се налази на надморској висини од 351 m.

## Становништво
Према подацима из 2002. године у насељу је живело 45 становника, од којих су сви румунске националности.